# Blåringet blæksprutte
Den blåringede blæksprutte (Hapalochlaena maculosa) er en lille ottearmet blæksprutte med en længde på 10-20 centimeter. Den lever især ved Australiens sydlige kyst og regnes som den farligste af alle blæksprutter.

## Udseende
Den blåringede blæksprutte er mørkebrun til mørkegul med 50-60 blå og sorte ringe. Disse ringe bliver særligt tydelige, hvis dyret føler sig truet. 

## Levested
Arten træffes på lavt vand ved Australiens sydlige kyster. Den ses ofte i tidevands-pytter ved klippekyster, hvor den søger efter krabber.

## Gift
Trods blækspruttens ringe størrelse indeholder den nok gift til at dræbe 26 voksne mennesker indenfor minutter. Biddet er lille og ofte smerteløst, så mange ofre opdager ikke, at de er forgiftet, før de mærker åndedrætsbesvær og lammelser.
Giften hos en blåringet blæksprutte indeholder tetrodotoxin, som er 1.200 gange mere giftig end cyanid. Tetrodotoxin produceres af bakterier i dyrets spytkirtler.

## Nærtstående arter
I slægten Hapalochlaena findes tre nærtstående arter til den blåringede blæksprutte (H. maculosa).
- H. maculosa (udbredt langs hele Australiens sydkyst)
- H. lunulata (ved Nordaustralien, med større ringe)
- H. fasciata (ved New South Wales, med linjer i stedet for ringe)
- H. nierstraszi (kun ved Bengalske Bugt)

På engelsk kaldes hele slægten for blue-ringed octopus.